# Muzeum Współczesne Wrocław

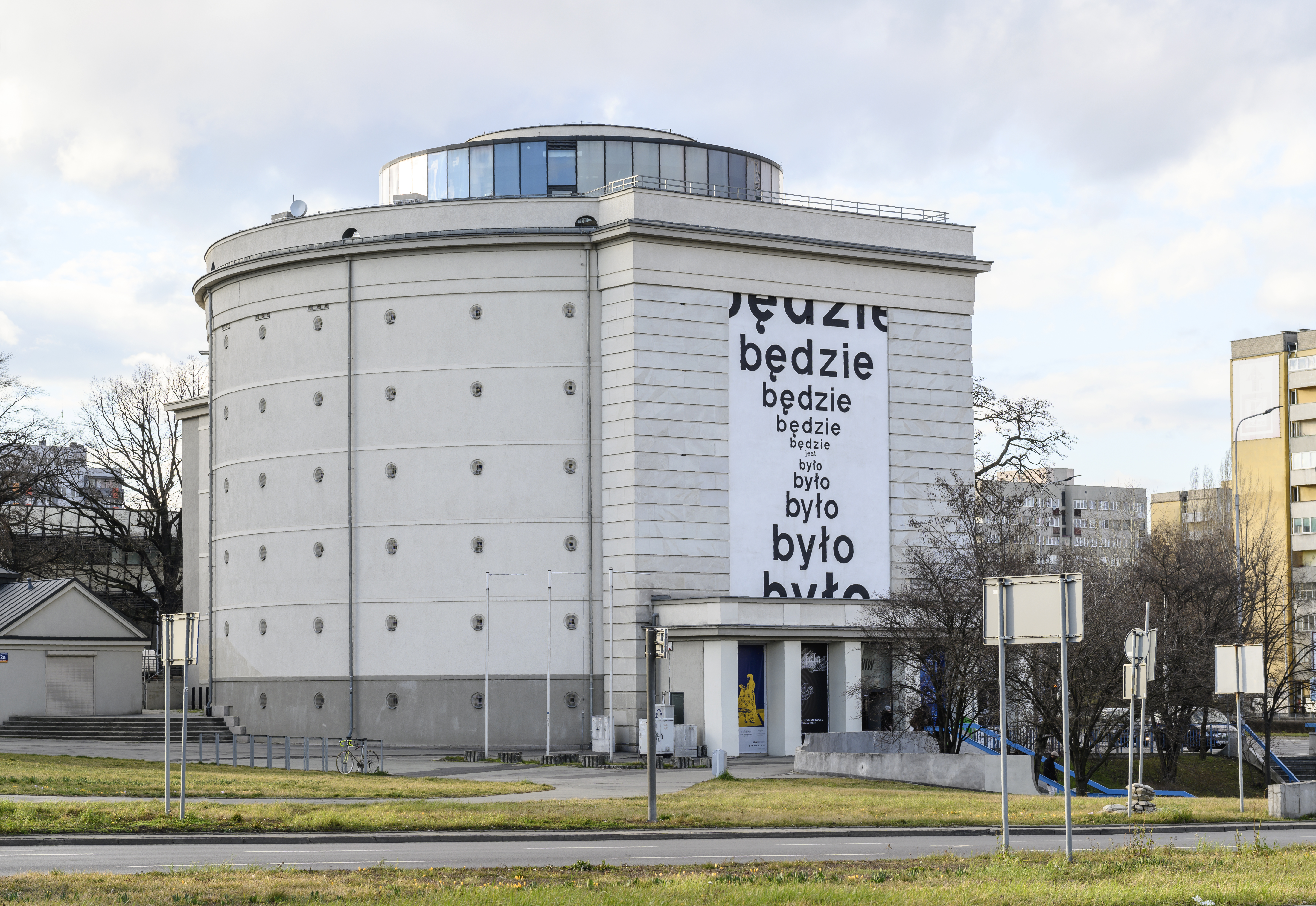
Gesamtansicht, 2020

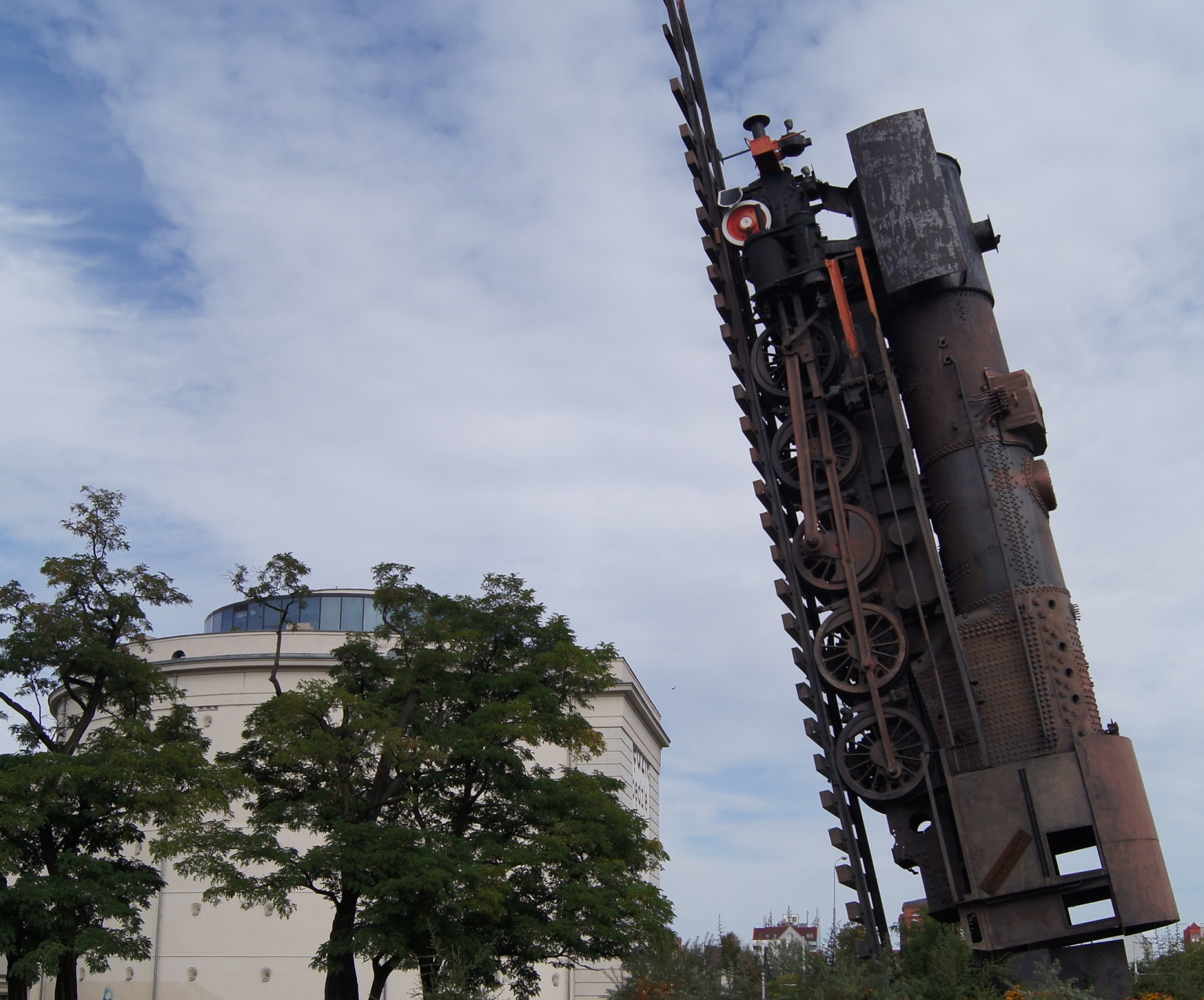
Pociąg do Nieba, 2017

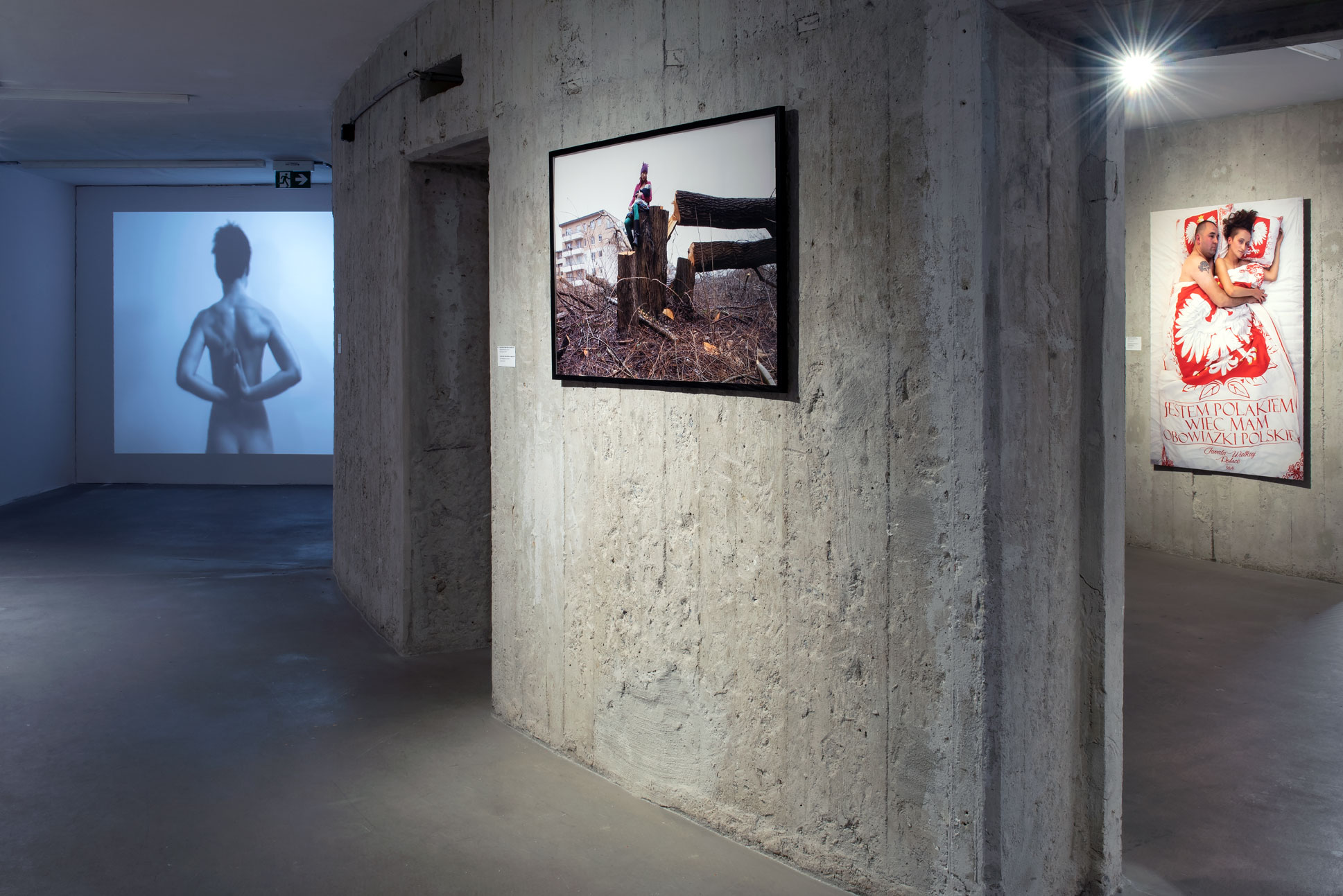
Innenansicht, 2019

Das Muzeum Współczesne Wrocław (MWW, Zeitgenössisches Museum Breslau) ist ein Museum für zeitgenössische Kunst in Breslau (polnisch Wrocław) in der Woiwodschaft Niederschlesien in Polen. Es wurde 2011 in einem Hochbunker eröffnet, den der Architekt Richard Konwiarz entworfen hatte. Das Kunstwerk Pociąg do Nieba mit einer deutschen Kriegslokomotive nimmt Bezug auf den Bunker.
Der Name des Museums verzichtet bewusst auf das Wort „Kunst“ und erweitert damit den Tätigkeitsbereich der Institution auf verschiedene kulturelle und gesellschaftliche Bereiche. Im Gegensatz zur Museumstradition, die die Ausstellung einzelner Werke bevorzugt, ist es offen für wissenschaftliche und soziale Projekte.

## Lage und Gebäude
Der sechsstöckige Bunker steht am von Hochhäusern geprägten Strzegomski-Platz (deutsch Striegauer Platz) in der Siedlung Szczepin (Tschepine) westlich der Altstadt. Er ist 25 Meter hoch und hat 1,1 Meter dicke Stahlbetonwände. Beim Umbau zum Museum wurde ein gläsernes Stockwerk draufgesetzt. Das Wandgemälde der Eingangsfassade zeigt das Gedicht „Klepsydra“ (Sanduhr) des Künstlers und Dichters der konkreten Poesie Stanisław Dróżdż. Andrzej Jarodzki errichtete 2010 das 90 Tonnen schwere Monument „Pociąg do Nieba“ (Zug in den Himmel). Die Kriegslokomotive Ty2-1035 der Baureihe 52 von Orenstein & Koppel ragt nahezu senkrecht in den Himmel, ihr Tender ist fast vollständig in der Erde vergraben. Die 32 Eisenbahnschwellen sind aus Metall, von denen einige Inschriften tragen. Ein „abgebrochenes“ Stück Gleis ragt vor dem Kunstwerk aus der Erde. Die Straße zum Breslauer Flughafen führt dort vorbei. Die Einheimischen bezeichnen den Bunker meist als „bunkier“, obwohl „schron“ die korrekte Bezeichnung in der Landessprache wäre.

## Geschichte
Der zylindrische, freistehende Luftschutzkeller wurde 1942 nach dem Entwurf des Breslauer Architekten Richard Konwiarz erbaut. Er ist der größte von mehreren damals errichteten Hochbunkern für Zivilisten. Alle haben ungewöhnliche architektonische Formen, die ihre wahre Funktion verschleiern sollte. Während des Kampfs um die „Festung Breslau“ diente der Bunker als „Festungslazarett II“ und Verteidigungsstellung.
In den 1990er und 2000er Jahren beherbergte der Bunker Geschäfte verschiedener Art, einen Großhandelsbetrieb und die Kneipe „Bunkier“. Das Gedicht Dróżdż’ ziert seit 2009 die Fassade. Bis 2011 wurde das Gebäude einer Generalsanierung unterzogen und zwei Architekturbüros zeichneten für die Umgestaltung zum Museum verantwortlich. Im Inneren wurden die Betonwände vom Putz befreit.
Am 2. September 2011 wurde das Muzeum Współczesne Wrocław eröffnet. Gründungsdirektorin war Dorota Monkiewicz (2011–2016). Ihr folgten als Leiter des Museums Andrzej Jarosz (2017–2019), Piotr Lisowski (2020–2021) und aktuell Sylwia Świsłocka-Karwot.
Ein weiteres Museum für zeitgenössische Kunst in Breslau ist die Abteilung Pawilon Czterech Kopuł Muzeum Sztuki Współczesnej des Breslauer Nationalmuseums (MNWr) im Vier-Kuppel-Pavillon von 1913.

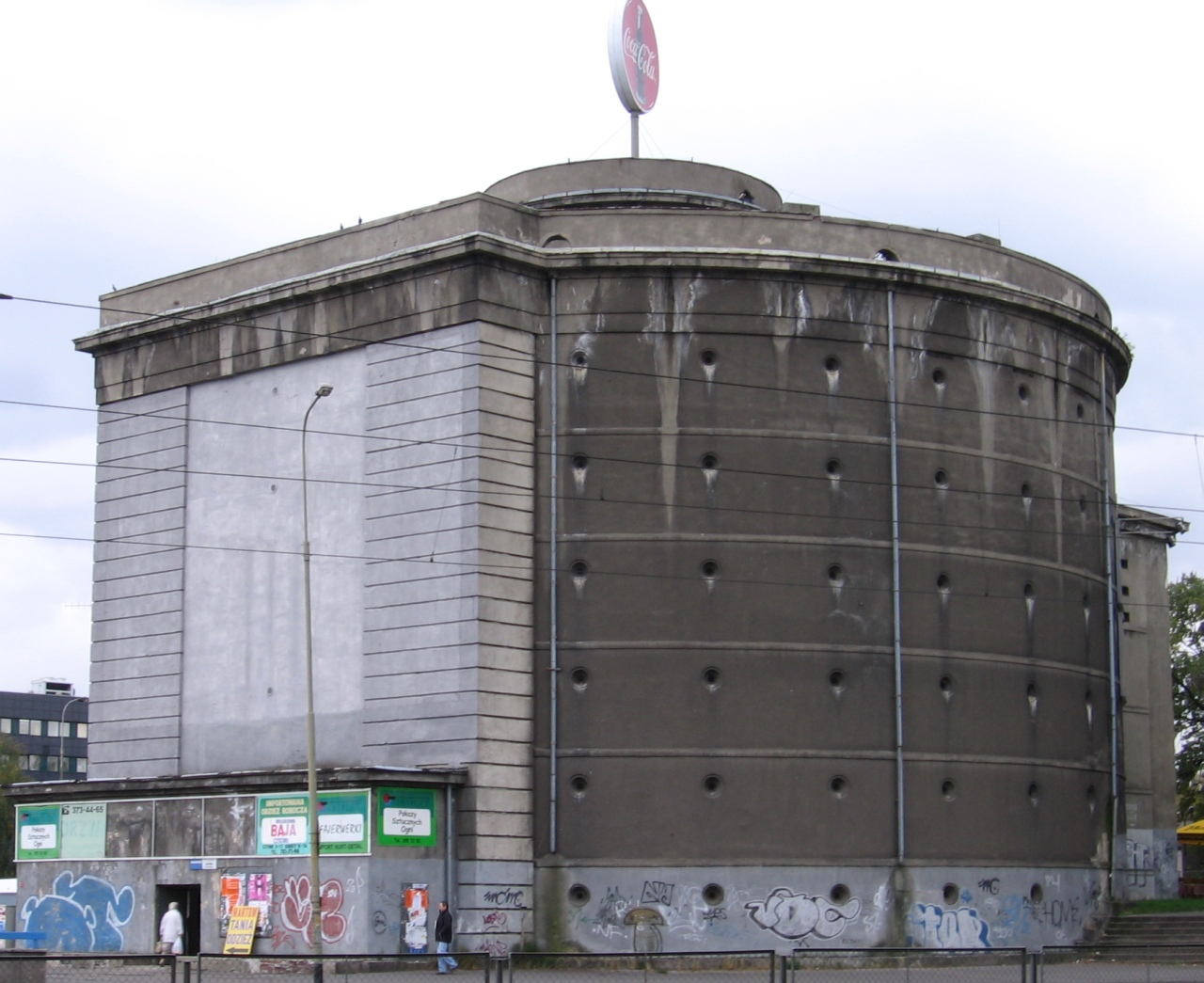
Bunker vor dem Umbau, 2005
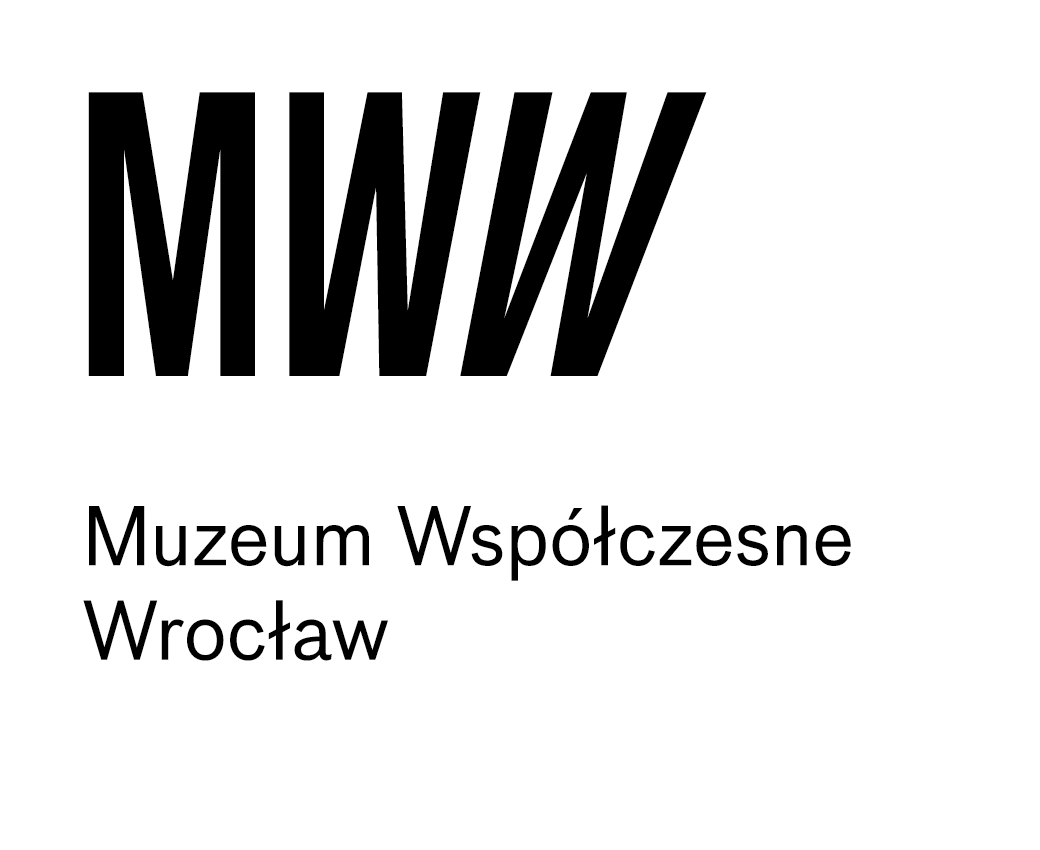
Logo des Museums
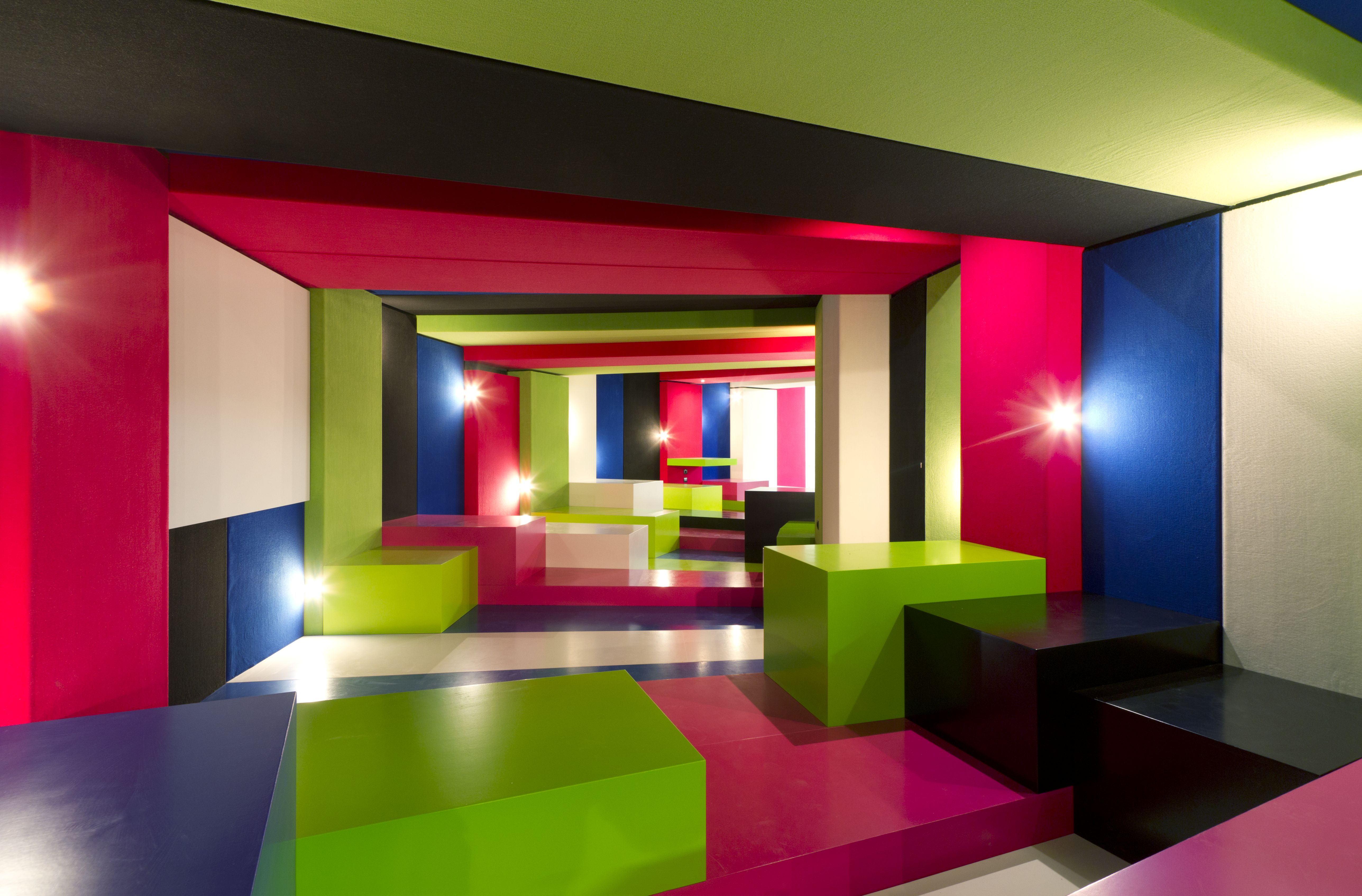
Sabina Lang und Daniel Baumann: Beautiful Tube, 2011
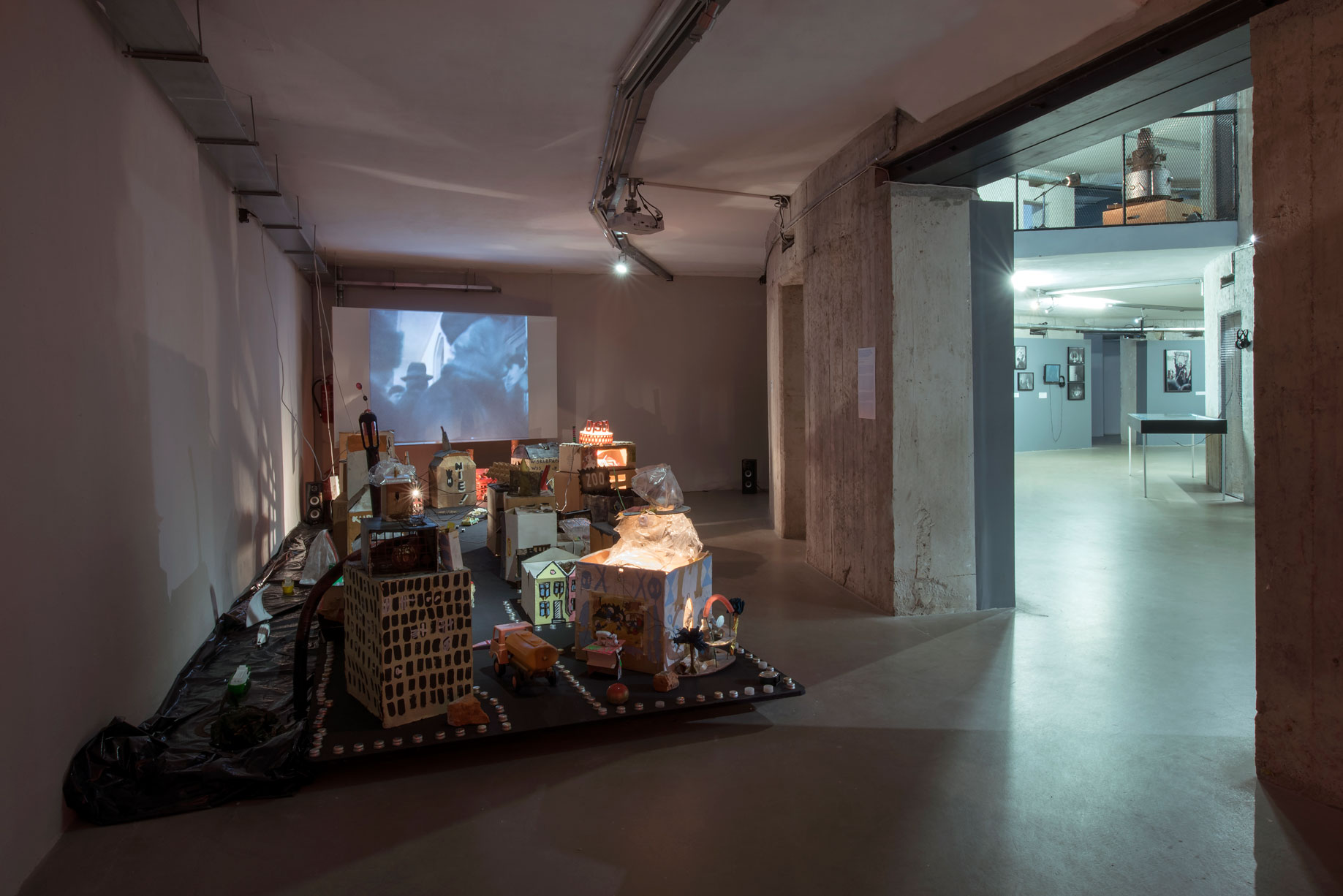
Ausstellung 2017
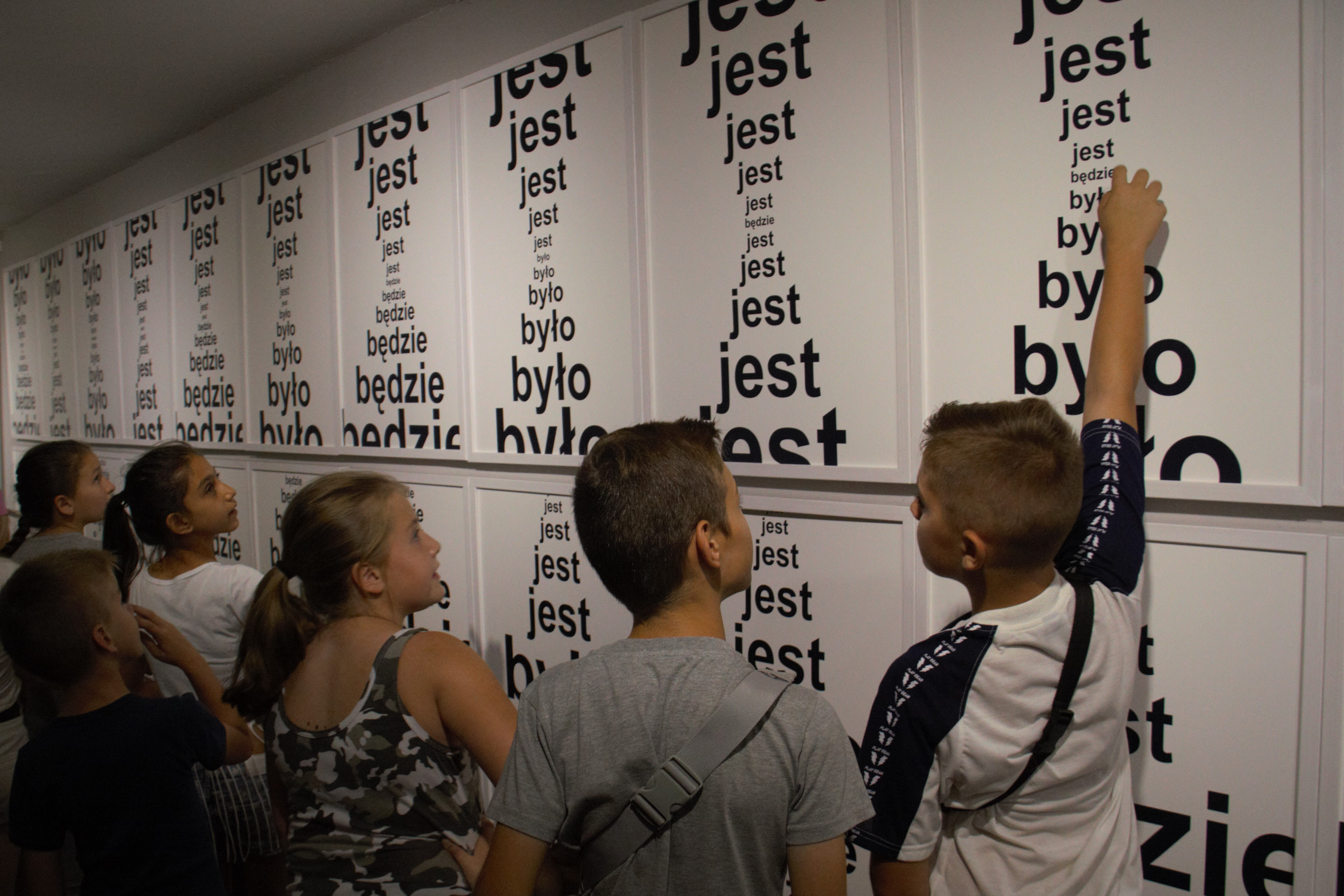
Museumspädagogik